# À bout de souffle
À bout de souffle (en español, Sin aliento o Al final de la escapada) es una película de la nouvelle vague francesa de 1960, dirigida por Jean-Luc Godard y protagonizada por Jean-Paul Belmondo, Jean Seberg, Daniel Boulanger y Jean-Pierre Melville. La fotografía –realizada en blanco y negro– fue llevada a cabo por Raoul Coutard.
No existe guion de este film. El asunto fue imaginado por François Truffaut y este lo entregó a su amigo Godard, quien escribió una vaga guía de filmación y la abandonó muy pronto  para confiarse a su genio improvisador. La película ganó el Oso de Plata a la mejor dirección en la edición de 1960 del Festival Internacional de Cine de Berlín.

## Argumento
Michel (Jean-Paul Belmondo) es un delincuente que, tras robar un coche en Marsella, emprende viaje a París para cobrar un dinero que se le adeuda y volver a ver a su amiga estadounidense, Patricia (Jean Seberg). En el camino, perseguido por la policía de tráfico, mata a un agente. Llega a París, pero no tiene dinero, por lo que recurre a varios amigos. Pasa su tiempo con Patricia, intentando convencerla de volver a acostarse con él, y de acompañarle a Roma. Los dos van de un lugar a otro, mientras Michel trata de recuperar su dinero y se oculta de la policía. Patricia duda acerca de sus sentimientos hacia él. Cuando descubre que lo está buscando la policía, empieza por ayudarle. Pero al final, para obligarse a alejarse de él, lo denuncia a la policía. Michel, cansado y enamorado, se niega a huir.

## Ficha técnica
|                               | Datos                                                                       |
| ----------------------------- | --------------------------------------------------------------------------- |
| Título original               | À bout de souffle                                                           |
| Dirección                     | Jean-Luc Godard                                                             |
| Guion                         | Jean-Luc Godard, sobre un argumento original de François Truffaut           |
| Música                        | Martial Solal                                                               |
| Director de fotografía        | Raoul Coutard                                                               |
| Foquista                      | Claude Beausoleil                                                           |
| Sonido                        | Jacques Maumont                                                             |
| Ayudante de dirección         | Pierre Rissient                                                             |
| Script                        | Suzanne Faye                                                                |
| Montaje                       | Cécile Decugis                                                              |
| Administración                | Gaston Dona                                                                 |
| Consejero técnico y artístico | Claude Chabrol                                                              |
| Maquillaje                    | Phuong Maittret                                                             |
| Foto fija                     | Raymond Cauchetier                                                          |
| Nacionalidad                  | Francia                                                                     |
| Productor                     | Georges de Beauregard                                                       |
| Dirección de producción       | Georges de Beauregard                                                       |
| Distribución                  | SNC (Société Nouvelle de Cinématographie, Francia), Imperia Films (Francia) |

## Reparto
| Actor                | Personaje                       |
| -------------------- | ------------------------------- |
| Jean-Paul Belmondo   | Michel Poiccard, Laszlo Kovacs  |
| Jean Seberg          | Patricia Franchini              |
| Daniel Boulanger     | Inspector Vital                 |
| Michel Fabre         | Ayudante de Vital               |
| Henri-Jacques Huet   | Antonio Berutti                 |
| Antoine Flachot      | Carl Zubert                     |
| Van Doude            | Periodista francoestadounidense |
| Claude Mansard       | Claudius Mansard                |
| Liliane David        | Liliane                         |
| Jean-Pierre Melville | Parvulesco                      |
| Roger Hanin          | Carl Zombach                    |
| Richard Balducci     | Luis Tolmatchoff                |
| Jean-Louis Richard   | Periodista                      |

- Otros personajes: Philippe de Broca, Jean Domarchi, Jacques Rivette, André S. Labarthe, Louigny, François Moreuil, René Bernard, Michel Mourlet, Guido Orlando, Jacques Serguine, Jacques Siclier, Jean Herman, Jean-Luc Godard.

## Comentarios
- François Truffaut: "Hay films que no se parecen a nada de lo que se hizo antes de ellos: Ciudadano Kane, Hiroshima mon amour y À bout de souffle."[3]
- Georges Sadoul: "Desde su primer largometraje se afirmó un autor, con su tono seco, su ambigüedad, su emoción sardónica, su desenvuelta seguridad, su sentido personal del relato y de un lenguaje muy contemporáneo, pero un poco florido, un estilo de montaje que desafía las reglas, su visión de París donde el destino abruma a una pareja de amantes, llevándola a la desunión y a la muerte".[4]
- François Truffaut: "De todos sus films, el que prefiero es À bout de souffle por el dolor que contiene. Dolor moral y dolor físico. Una profunda experiencia del dolor. Es raro que un film sea de primer intento un grito: éste es el caso".[4]
- Jean Renoir: "Es un film libre, profundo bajo su aparente desenfado, que se dirige ante el espectador más allá de la barrera de las reglas y convenciones acumuladas por el cine a lo largo de su historia".[4]
- Jean-Luc Godard: "Quiero enormemente este film que me ha avergonzado durante algún tiempo, pero lo coloco en el lugar donde debe ser colocado: en el de Alicia en el país de las maravillas. Yo creía que era Scarface".[5]
- Henry Jeanson : "Amo À bout de Souffle y siento celos de ella… À bout de Souffle es la primera película rebelde del cine francés y del cine en general. Dime si amas À bout de Souffle y te diré quién eres. Gracias a esta película maravillosa, el cine reconocerá a los suyos."[6]

## Premios
- Oso de Plata en la edición de 1960 del Festival Internacional de Cine de Berlín.
- Premio Jean Vigo (1960).
- Premio de la Crítica Alemana a la mejor fotografía (1960).